# 葉嘉麗
葉嘉麗 MP （1968年—），加拿大政治人物，2017年起以加拿大自由黨黨員身份擔任加拿大國會下議院議員，代表安大略省的士嘉堡—愛靜閣選區。

## 生平
葉嘉麗生於安大略省士嘉堡，父母為第一代移民。她從多倫多大學畢業後從事保險工作。她出席一場自由黨活動時結識丈夫陳家諾，兩人育有三名兒子。陳家諾於2014年當選國會下議院士嘉堡—愛靜閣選區議員，後於2015年確診患上鼻咽癌，期間葉嘉麗不時陪同丈夫出席社區活動。
陳家諾於2017年9月病逝，其國會議席遂告懸空。葉嘉麗於同年10月末宣布尋求聯邦自由黨候選人提名，代表該黨角逐士嘉堡—愛靜閣選區議席補選，並於同年11月12日贏取該黨候選人資格。在同年12月11日舉行的補選，葉嘉麗順利贏取該國會議席，首度晉身下議院。她再於2019年、2021年和2025年聯邦大選連任該區下議員。

## 外部連結
- （英文）加拿大國會網站 葉嘉麗議員簡介 （页面存档备份，存于）
- （英文）加拿大自由黨網站 葉嘉麗議員分頁